# Гурий (Карпов)
Архиепископ Гурий (в миру Григорий Платонович Карпов; 1814, Саратов — 17 (29) марта 1882, Симферополь) — епископ Русской православной церкви, архиепископ Таврический и Симферопольский.

## Биография
Родился в 1814 году в Саратове в семье священника.
В 1836 г. окончил курс Саратовской духовной семинарии.
В 1837 году поступил в Санкт-Петербургскую духовную академию.
12 июля 1838 году пострижен в монашество, 4 августа рукоположен во иеродиакона, а 20 ноября 1839 года — во иеромонаха.
В 1839 году окончил Петербургскую академию со степенью кандидата богословия и 23 декабря того же года назначен членом Пекинской миссии.
21 февраля 1851 года возведён в сан архимандрита; 12 октября того же года назначен смотрителем Александровского духовного училища.
17 августа 1855 года удостоен степени магистра богословия.
25 августа 1856 года назначен начальником Пекинской миссии и пребывал в этой должности до 1864 года.
Живя в течение 18 лет в Китае сначала в качестве члена, а потом начальника миссии (отчасти заменявшей посольство), он затратил много сил и энергии для достойного выполнения порученного ему дела. Трудности встречались постоянно, но он любил своё дело и был настойчив, терпелив в успешном завершении его. Ему пришлось самому изучить печное мастерство и научить других класть русские печи, чтобы зимой не страдать от холода.
Приходилось браться за смычок и скрипку, чтобы из албазинцев создать певческий хор для богослужения.
В совершенстве изучил китайский язык, свободно говорил и писал на нём. Перевёл на китайский язык Новый Завет в двух томах, св. Евангелие, Псалтирь, св. Историю и ряд других книг, относящихся к православному богослужению.
С 13 сентября 1865 года — настоятель Московского Симонова монастыря.
С 26 января 1866 года — настоятель посольской церкви в Риме.
5 июля 1866 года хиротонисан во епископа Чебоксарского, викария Казанской епархии.
Из-за тяжёлой болезни архиепископа Казанского Афанасия (Соколова) фактически управлял епархией. Занимался реставрацией и украшением соборного храма в казанском Преображенском монастыре.
Основал и возглавил в 1867 году братство святителя Гурия Казанского, оставался его членом до кончины. Занимался миссионерством среди татар вместе с Н. И. Ильминским.
С 15 декабря 1867 года — епископ Таврический и Симферопольский.
С первых же дней управления Таврической епархией он заботился о воспитании духовенства. Результатом его трудов было открытие духовной семинарии и двух духовных училищ — мужского и женского. Он добился улучшения материального положения духовенства своей епархии.
С 1876 года — почётный член Церковно-Археологического общества и Киевской духовной академии.
21 апреля 1881 году возведён в сан архиепископа.
Скончался 17 марта 1882 года в Симферополе.
Был погребён в склепе симферопольского Александро-Невского собора (уничтожен в 1930 году); в 1929 году останки перенесены на кладбище у церкви Всех Святых.

## Канонизация и почитание
Прославлен в лике местночтимых святых решением Священного синода Украинской православной церкви от 18 мая 2008 года с установлением дня памяти 17 марта.
1 июля 2008 года митрополит Лазарь (Швец) в сослужении крымского духовенства совершил панихиду на могиле архиепископа Гурия у храма Всех Святых в Симферополе. 2 июля на Первом Симферопольском гражданском кладбище в ограде храма Всех Святых были обретены мощи святителя Гурия и перенесены в храм. 4 июля митрополит Лазарь в сослужении крымского духовенства совершил крестный ход со святыми мощами к построенному святителем Гурием семинарскому храму Трех Святителей.
22—23 августа 2008 года совершились торжества по случаю прославления, которые возглавил митрополит Киевский и всея Украины Владимир (Сабодан).
7 июня 2016 года ракa с мощами перенесена из Петропавловского в Александро-Невский кафедральный собор и установлена в нижнем храме, освященном в его честь.

## Сочинения
- О Богоучрежденности епископского сана (магистерская диссертация). 17 августа 1853 г.
- Беседы священника с прихожанами о достойном приготовлении к принятию Св. Таин.
- Письма из Пекина об успехах Православия в Китае. Иркут. еп. вед., 1863.
- Отчет о состоянии и действиях пекинской миссии. Христ. чтен., 1864, ч. 1.
- Исповедание веры молокан. донск. полка, 1875.
- О скопченском учении, 1877.
- Слова и речи. Таврич. еп. вед., 1882, № 8.
- Письма в переводе Нового Завета на китайский язык. Рус. архив, 1893, кн. 11, с. 394.
- Письма к преосвящ. Иакову о рус. и греко-рос. церк. в Китае в XVII—XIX вв. Рус. старина, 1884, т. 43.